# Bořetice (Moravia meridionale)
Bořetice (in tedesco Boretitz) è un comune della Repubblica Ceca facente parte del distretto di Břeclav, in Moravia Meridionale.